# ناعومي لانغ
ناعومي لانغ (بالإنجليزية: Naomi Lang)‏ هي راقصة على الجليد أمريكية، ولدت في 18 ديسمبر 1978 في أركاتا في الولايات المتحدة.

## وصلات خارجية
- ناعومي لانغ على موقع الاتحاد الدولي للتزلج (الإنجليزية)
- ناعومي لانغ على موقع أوليمبيديا (الإنجليزية)